# Freccia Vallone 2016
La Freccia Vallone 2016, ottantesima edizione della corsa, valevole come dodicesima prova del circuito UCI World Tour 2016, si svolse il 20 aprile 2016 per un percorso di 196 km, da Marche-en-Famenne a Huy, in Belgio. Fu vinta dallo spagnolo Alejandro Valverde del Movistar Team, che giunse al traguardo in 4h43'57" alla media di 41,42 km/h, precedendo il francese Julian Alaphilippe e l'irlandese Daniel Martin: ciò stabilì da parte di Valverde il record di vittorie, quattro, di cui tre consecutive.

## Percorso
L'aspetto chiave della Freccia Vallone è la salita del Muro di Huy, attraversato tre volte durante la gara, che ha una lunghezza di 1.300 m e una pendenza media del 9,6%; il traguardo è posto in vetta alla salita finale del Muro. La corsa si adatta in genere sia ai finisseur che agli scalatori.
La modifica principale rispetto all'edizione precedente fu riguardante il percorso, accorciato di 9 km, aumentando però le côte che furono 12 anziché 10.
Ecco l'elenco delle côte affrontate con il relativo posizionamento nel percorso:
1. Km 67,0 - Côte de Bellaire (1 km al 6,3%)
2. Km 74,0 - Côte de Bohissau (1,3 km al 7,6%)
3. Km 87,0 - Côte de Solières (4,3 km al 4%)
4. Km 101,0 - Muro di Huy (1,3 km al 9,6%)
5. Km 114,0 - Côte d'Ereffe (2,1 km al 5%)
6. Km 133,0 - Côte de Bellaire (1 km al 6,3%)
7. Km 140,0 - Côte de Bohissau (1,3 km al 7,6%)
8. Km 153,0 - Côte de Solières (4,3 km al 4%)
9. Km 167,0 - Muro di Huy (1,3 km al 9,6%)
10. Km 180,0 - Côte d'Ereffe (2,1 km al 5%)
11. Km 190,5 - Côte de Cherave (1,3 km al 8,1%)
12. Km 196,0 - Huy (Muro di Huy) (1,3 km al 9,6%)

## Squadre e corridori partecipanti
Prendono parte alla competizione 25 squadre: oltre alle 18 formazioni con licenza UCI World Tour, partecipanti di diritto, sono state invitate 7 squadre UCI Professional Continental: Wanty-Groupe Gobert, Fortuneo-Vital Concept, Cofidis, Roompot Oranje Peloton, Topsport Vlaanderen-Baloise, Stölting Service Group e Delko-Marseille Provence-KTM.
| N.      | Cod. | Squadra                     |
| ------- | ---- | --------------------------- |
| 1-8     | MOV  | Movistar Team               |
| 11-18   | EQS  | Etixx-Quick Step            |
| 21-28   | OBE  | Orica-BikeExchange          |
| 31-38   | KAT  | Team Katusha                |
| 41-48   | ALM  | AG2R La Mondiale            |
| 51-58   | SKY  | Team Sky                    |
| 61-70   | AST  | Astana Pro Team             |
| 71-80   | CPT  | Cannondale Pro Cycling Team |
| 81-89   | TLJ  | Team Lotto NL-Jumbo         |
| 91-98   | TNK  | Tinkoff                     |
| 101-108 | BMC  | BMC Racing Team             |
| 111-118 | WGG  | Wanty-Groupe Gobert         |
| 121-128 | FVC  | Fortuneo-Vital Concept      |

| N.      | Cod. | Squadra                      |
| ------- | ---- | ---------------------------- |
| 131-140 | IAM  | IAM Cycling                  |
| 141-150 | TFS  | Trek-Segafredo               |
| 151-158 | COF  | Cofidis                      |
| 161-168 | FDJ  | FDJ                          |
| 171-178 | TGA  | Team Giant-Alpecin           |
| 181-188 | LAM  | Lampre-Merida                |
| 191-198 | LTS  | Lotto-Soudal                 |
| 201-208 | ROP  | Roompot Oranje Peloton       |
| 211-218 | DDD  | Team Dimension Data          |
| 221-228 | TSV  | Topsport Vlaanderen-Baloise  |
| 231-238 | SSG  | Stölting Service Group       |
| 241-248 | DMP  | Delko-Marseille Provence-KTM |

## Ordine d'arrivo (Top 10)
| Pos. | Corridore          | Squadra  | Tempo    |
| ---- | ------------------ | -------- | -------- |
| 1    | Alejandro Valverde | Movistar | 4h43'57" |
| 2    | Julian Alaphilippe | Etixx    | s.t.     |
| 3    | Daniel Martin      | Etixx    | s.t.     |
| 4    | Wout Poels         | Sky      | a 4"     |
| 5    | Enrico Gasparotto  | Wanty    | a 5"     |
| 6    | Samuel Sánchez     | BMC      | s.t.     |
| 7    | Michael Albasini   | Orica    | s.t.     |
| 8    | Diego Ulissi       | Lampre   | s.t.     |
| 9    | Warren Barguil     | Giant    | s.t.     |
| 10   | Rui Costa          | Lampre   | s.t.     |